# Bazarnyj Karabulak
Bazarnyj Karabulak (in russo Базарный Карабулак?) è un insediamento di tipo urbano dell'oblast' di Saratov, in Russia; è il centro amministrativo del distretto Bazarno-Karabulakskij.
Si trova nel nord della regione, nella valle del fiume omonimo, a nord di Saratov.